# Светлый (эсминец)
«Светлый» —эскадренный миноносец проекта 56 (код НАТО — «Kotlin class destroyer»).

## История строительства
Зачислен в списки ВМФ СССР 19 августа 1952 года. Заложен на заводе № 190 им. А. А. Жданова 4 марта 1953 года (строительный № 702), спущен на воду 27 октября 1953 года, принят флотом 17 сентября 1955 года, 26 сентября 1955 года эсминец вступил в состав Советского Военно-Морского Флота.

## Служба
С 1955 года эсминец «Светлый» находился в составе 128-й бригады эсминцев 4-го (Северо-Балтийского) ВМФ. В 1958 году принимал участие в артиллерийских учениях, в следующем году — в противолодочных, в 1960 году — в тактических. В период с 18 по 22 октября 1962 года совместно с эсминцем «Справедливым» «Светлый» нанёс визит в Росток (ГДР). С 8 по 12 мая 1964 года под флагом адмирала А. Е. Орла в составе КУГ, в которой также находились крейсер «Комсомолец» и эсминец «Справедливый», нанёс визит в Копенгаген. В 1965 году прошёл ремонт. В 1966 году эсминец находился на учениях «Байкал».
Совместно с крейсером «Киров» с 3 по 7 июля 1967 года «Светлый» находился с визитом в Стокгольме (под флагом контр-адмирала В. П. Белякова). С сентября по декабрь нёс боевую службу в Средиземном море (совместно с крейсером «Октябрьская революция» и большим ракетным кораблём «Зоркий»), а весной следующего года прошёл текущий ремонт в Лиепае. В 1969 году корабль участвовал в учениях Балтийского флота, а затем нёс боевую службу. С 18 февраля по 5 июля 1971 года «Светлый» находился на ремонте и модернизации на 29-й судоремонтном заводе в Лиепае (в составе 12-й дивизии надводных кораблей).
С июля по август 1972 года «Светлый» совместно с БПК «Образцовым» нёс боевую службу в Северной Атлантике. Совместно с «Образцовым» и эсминцем «Спешным» находился на новой боевой службе в Средиземном море с сентября 1973 по апрель 1974 года. С 21 по 26 июня 1976 года корабль нанёс визит в Бордо. В период возвращения из похода в Северном море из носового торпедного аппарата эсминца на циркуляции выпала и затонула торпеда.
В 1977 году «Светлый» прошёл ремонт в Лиепае. В июне 1978 года, получив пробоину в районе МКО (моторно-котельного отделения), корабль затонул у причала. В следующем году эсминец был отремонтирован и, пройдя испытания, вошёл в состав 76-й бригады эсминцев. 22 августа 1980 года выведен на консервацию в Таллин. 25 апреля 1989 года исключён из списков ВМФ СССР, 1 октября был расформирован экипаж корабля и в 1990 году корпус эсминца был разрезан в Лиепае.

## Особенности конструкции
По ряду отличительных особенностей конструкции легко опознаётся. С 1957 года в корме корабля была размещена вертолётная площадка, на которой в 1958—1959 годах проводились лётные испытания вертолёта Ка-15. В 1959 году облегчённую мачту заменили заменили на усиленную, несколько раньше на грот-мачте РЛС «Риф» заменили на РЛС «Фут-Н». Станции «Мачта-П» первоначально не было. РЛС «Заря» на фок-мачте имела прямоугольное сечение. На грот-мачте размещалось помещение приёмо-передатчика станции «Фут-Н» со ступенчатой носовой стенкой, над этим помещением между стойками мачты была размещена характерная перемычка. Антенна «Якорь-М1» находилась на стабилизированном визирном посту и имела прямоугольное сечение, позже была заменена на антенну «Якорь-М2» со скругленными краями. Ходовой мостик не имел выступа, пиллерсы не имели распорок. В 1971 году были установлены автоматы 2М-3, новые навигационные РЛС «Дон», мостик закрыли лёгким брезентовым тентом, позже корабль оборудовали устройством для траверзного приёма грузов (стойки за носовой башней) .

## Известные командиры
- 1968 год — капитан 2-го ранга Ю. П. Журкин[1];
- 1977—1978 год — капитан 3-го ранга В. Лякин[уточнить]
- 1976-1977 — капитан 3-го ранга Цветков[1].
- 1979—1981 — капитан 3-го ранга Печкуров[уточнить]

## Бортовые номера
В ходе службы эсминец сменил ряд следующих бортовых номеров:
- 1955 год — № 95;
- 1956 год — № 86;
- 1958 год — № 762;
- 1959 год — № 251;
- 1961 год — № 860;
- 1962 год — № 850;
- 1963 год — № 860;
- 1965 год — № 741;
- 1967 год — № 168;
- 1968 год — № 420;
- 1969 год — № 482;
- 1970 год — № 489;
- 1972 год — № 952;
- 1974 год — № 432;
- 1975—1976 год — № 490;
- С июля 1977 года — № 467;
- 1982 год — № 476.